# Kruščić
Kruščić (cyr. Крушчић) – wieś w Serbii, w Wojwodinie, w okręgu zachodniobackim, w gminie Kula. W 2011 roku liczyła 1852 mieszkańców.